# Townsends stormvogeltje
Townsends stormvogeltje (Hydrobates socorroensis synoniem: Oceanodroma socorroensis) is een vogel uit de orde van buissnaveligen (Procellariiformes). De vogel lijkt uiterlijk en qua gedrag sterk op het vaal stormvogeltje en wordt ook wel opgevat als ondersoort van het vaal stormvogeltje. Deze vogel is genoemd naar de Amerikaanse zoöloog Charles Haskins Townsend die deze vogel in 1890 heeft beschreven.

## Kenmerken
De vogel is 16,5 tot 17,5 cm lang, 3,5 cm korter dan het vaal stormvogeltje. De vogel is overwegend dofzwart en donker bruingrijs van kleur. De vleugels zijn lang en spits en er is contrast tussen de bijna zwarte slagpennen en de bruingrijze bovenvleugeldekveren.

## Verspreiding en leefgebied
Deze vogel broedt in holen op tussen de rotsen op het eiland Isla Guadalupe (ten westen van Mexico) in de periode mei tot november, dus voornamelijk in de zomer.

## Status
De grootte van de populatie is in 2012 geschat op 2500-10.000 volwassen vogels. Op de Rode lijst van de IUCN heeft deze soort de status bedreigd.